# 수원군
| Daedongyeojido (Gyujanggak) 13-05.jpg | Daedongyeojido (Gyujanggak) 13-04.jpg |
| Daedongyeojido (Gyujanggak) 14-06.jpg | Daedongyeojido (Gyujanggak) 14-05.jpg |

수원군(水原郡)은 경기도의 옛 행정 구역으로, 경기도  수원시와 화성군, 그리고 오산시의 이전 행정구역이다. 1949년 8월 14일 수원읍이 수원부로 승격되면서 군 명칭을 화성군으로 변경하였다. 원래의 수원군은 현재의 경기도 수원시 팔달구 행궁동에 군청을 두고, 경기도 수원시 팔달구를 중심으로 영통구(이의동, 하동 제외) · 권선구(입북동, 당수동 제외) · 장안구와 경기도 오산시(대원동 일부 제외) · 화성시 일부(태안, 동탄, 매송면, 봉담읍, 정남면, 향남읍 일부, 양감면) · 평택시 일부(고덕면, 청북읍, 포승읍, 오성면, 현덕면)를 관할구역으로 하였다.
1914년 4월 1일, 일제의 행정구역 통폐합으로 남양군(현 화성시 서부 <대부면과 영흥면 제외>)과 광주군 일부 (현 의왕시 <월암동과 초평동 제외>)와 안산군 일부 (현 안산시 상록구 일부, 군포시 대야미동, 도마교동, 둔대동, 속달동, 의왕시 월암동, 초평동, 수원시 권선구 입북동, 당수동)가 수원군으로 통합되었고, 수원군 서남부(현 평택시 일부)가 진위군에 편입되었다.

## 역사
선사 시대에 '모수국'으로 불린 수원은 삼국시대에 고구려가 백제를 한강 이남에서 몰아낸 후 '매홀군'으로, 신라 경덕왕 때에는 '수성군'(水城郡)으로 그 명칭이 바뀌었다. 고려 태조 재위 후반기인 940년에 이름을 '수주'(水州)로 승격하며 한남 또는 수성이라고 불리기도 했으며, 조선 개국 직후인 1394년 한양 천도와 더불어 양광도에서 경기도로 편입되었다.
1413년(태종 13년)에 '수원'(水原)으로 최종 개명되며 수원도호부와 남양도호부가 설치되었다. 세종실록 지리지에 언급된 수원도호부의 관할은 1도호부(남양도호부), 2군(안산,안성), 4현(진위,용인,양성,양지)으로 되어 있다. 수원은 정조(正祖)가 사도세자(思悼世子)의 무덤 영우원(永祐園)을 양주에서 수원의 화산으로 이전하여 현륭원(顯隆園)으로 개칭하면서 큰 변화가 시작되었다. 이원(移園)와 함께 도시 방어를 위한 수원 화성과 왕의 능행차 때 묵는 화성 행궁이 건립되었다. 정조는 자신의 친위부대인 장용영을 수원에도 두고 상업을 발전시켰으며, 수원은 도호부에서 유수부로 승격되어 대도시로 성장하였다. 그러나 정조가 사망한 후 그가 베풀던 특권이 폐지되면서 19세기에는 도시가 쇠퇴하였다. 일제강점기에는 화성 행궁이 철거되었고 한국 전쟁으로 인해 화성마저 심한 피해를 입었으나, 현재는 화성과 행궁의 대부분이 복원된 상태이다.

## 상세 변천 사항
- 1394년 : 양광도가 충청도와 경기도로 개편.
- 1895년 음력 윤5월 1일 : 23부제의 실시로 수원군이 인천부로 편입.[1]
- 1896년 8월 4일 : 23부제의 폐지로 다시 경기도로 편입하였다.[2]
- 1906년 : 오정면, 압정면, 장안면, 초장면, 팔탄면, 분향면을 남양군으로, 오타면을 진위군으로 이관하였다.[3]
- 1914년 4월 1일 : 남양군(영흥면과 대부면 제외)과 광주군 의곡면·왕륜면, 안산군 월곡면·북방면·성곶면이 수원군으로 통합되었다.[4]

21면 - 수원면, 일형면, 태장면, 안룡면, 매송면, 봉담면, 비봉면, 팔탄면, 향남면, 음덕면, 마도면, 송산면, 서신면, 우정면, 장안면, 양감면, 의왕면, 정남면, 성호면, 동탄면, 반월면
| 개편 전         | 개편 전                                                        | 개편 후 (수원군) |
| --------------- | -------------------------------------------------------------- | ---------------- |
| 수원군          | 남부면(南部面), 북부면(北部面)                                 | 수원면 일원      |
| 수원군          | 일용면(日用面), 형석면(荊石面)                                 | 일형면 일원      |
| 수원군          | 태촌면(台村面), 장주면(章洲面)                                 | 태장면 일원      |
| 수원군          | 안녕면(安寧面), 용복면(龍伏面)                                 | 안룡면 일원      |
| 수원군          | 동북면(東北面), 어탄면(漁灘面)                                 | 동탄면 일원      |
| 수원군          | 문시면(文市面), 산성면(山城面), 청호면(晴湖面), 초평면(楚坪面) | 성호면 일원      |
| 수원군          | 매곡면(梅谷面), 송동면(松洞面)                                 | 매송면 일원      |
| 수원군          | 삼봉면(三峰面), 갈담면(葛潭面)                                 | 봉담면 일원      |
| 수원군          | 남곡면(南谷面), 정림면(正林面)                                 | 정남면 일원      |
| 수원군          | 상홀면(床笏面), 양간면(楊澗面), 감미면(甘味面) 일부            | 양감면 일원      |
| 수원군          | 남면(南面), 공향면(貢鄕面) 일부                                | 향남면 일원      |
| 남양군 (南陽郡) | 분향면(分鄕面)                                                 | 향남면 일원      |
| 남양군 (南陽郡) | 음덕리면(陰德里面), 화척지면(禾尺只面), 둔지곶면(屯只串面)     | 음덕면 일원      |
| 남양군 (南陽郡) | 송산면(松山面), 수산면(水山面), 세곶면(細串面)                 | 송산면 일원      |
| 남양군 (南陽郡) | 신리면(新里面), 서여제면(西如堤面)                             | 서신면 일원      |
| 남양군 (南陽郡) | 마도면(麻道面), 쌍수리면(雙守里面)                             | 마도면 일원      |
| 남양군 (南陽郡) | 며지곶면(旀知串面), 저팔리면(楮八里面)                         | 비봉면 일원      |
| 남양군 (南陽郡) | 팔탄면(八灘面), 공향면 일부                                    | 팔탄면 일원      |
| 남양군 (南陽郡) | 우정면(雨井面), 압정면(鴨汀面)                                 | 우정면 일원      |
| 남양군 (南陽郡) | 장안면(長安面), 초장면(楚長面)                                 | 장안면 일원      |
| 광주군 (廣州郡) | 의곡면(儀谷面), 왕륜면(旺倫面)                                 | 의왕면 일원      |
| 안산군 (安山郡) | 월곡면(月谷面), 북방면(北方面), 성곶면(聲串面)                 | 반월면 일원      |

| 조선총독부령 제111호 |             |                                                                                      |
| 구 행정구역 | 신 행정구역 | 신 행정구역                                                                          |
| 수원군 남부면(南部面) 남창동, 남수동/매향동, 교동/산루동 일부/구산동 일부, 매산리 일부                                                          | 수원면      | 남창리, 남수리, 산루리, 매산리                                                       |
| 수원군 북부면(北部面) | 수원면      | 북수리, 신풍리                                                                       |
| 수원군 남부면 고등촌 | 일형면      | 고등리                                                                               |
| 수원군 북부면 화산동/동촌/고양동, 상광교동, 서둔촌/(남부면)매산리 일부, 권길동/영화동, 석산동/지소동 일부/(일용면)조원동, 지소동 일부, 하광교동 | 일형면      | 동리, 상광교리, 서둔리, 영화리, 조원리, 지소리, 하광교리                             |
| 수원군 일용면(日用面) 송죽동, 진목동/화산동/고자동, 미륵동/만림동/파장동                                                                        | 일형면      | 송죽리, 정자리, 파장리                                                               |
| 수원군 형석면(荊石面) 상구운석/하구운석, 율전동, 이목동, 천천동, 탑동                                                                           | 일형면      | 구운리, 율전리, 이목리, 천천리, 탑리                                                 |
| 수원군 남부면 인계/우만리/구천동 일부, 지동/구천동 일부                                                                                         | 태장면      | 인계리, 지리                                                                         |
| 수원군 장주면(章洲面) 권선리, 매탄/산남리, 신촌, 영통, 원천                                                                                     | 태장면      | 권선리, 매탄리, 신리, 영통리, 원천리                                                 |
| 수원군 태촌면(台村面) | 태장면      | 기산리, 능리, 망포리, 반월리, 병점리, 진안리                                         |
| 수원군 남부면 | 안룡면      | 세리, 장지리, 평리                                                                   |
| 수원군 안녕면(安寧面) | 안룡면      | 곡반정리, 대황교리, 반정리, 배양리, 송산리, 안녕리, 황계리                           |
| 수원군 용복면(龍伏面) | 안룡면      | 고색리, 기안리, 오목천리                                                             |
| 수원군 동북면(東北面) | 동탄면      | 목리, 반송리, 석우리, 신리, 영천리, 오산리, 중리, 청계리                             |
| 수원군 어탄면(漁灘面) | 동탄면      | 금곡리, 방교리, 산척리, 송리, 장지리                                                 |
| 수원군 매곡면(梅谷面) | 매송면      | 금곡리, 숙곡리, 어천리, 원평리, 천천리, 호매실리                                     |
| 수원군 송동면(松洞面) | 매송면      | 송라리, 야목리, 원리                                                                 |
| 수원군 삼봉면(三峰面) | 봉담면      | 내리, 동화리, 분천리, 상리, 수기리, 수영리, 와우리                                   |
| 수원군 갈담면(葛潭面) | 봉담면      | 당하리, 덕리, 덕우리, 마하리, 세곡리, 왕림리, 유리, 하가등리                         |
| 수원군 상홀면(床笏面) | 양감면      | 사창리, 송산리, 정문리                                                               |
| 수원군 양간면(楊澗面) | 양감면      | 대양리, 신왕리, 요당리, 용소리                                                       |
| 수원군 감미면(甘味面) | 양감면      | 고렴리, 고잔리, 삼계리                                                               |
| 수원군 문시면(文市面) | 성호면      | 금암리, 내삼미리, 수청리, 외삼미리                                                   |
| 수원군 산성면(山城面) | 성호면      | 서랑리, 세교리, 양산리, 지곶리                                                       |
| 수원군 초평면(楚坪面) | 성호면      | 가수리, 가장리, 궐리, 누읍리, 두곡리, 벌음리, 서리, 청학리, 탑리                     |
| 수원군 청호면(晴湖面) | 성호면      | 부산리, 오산리, 원리                                                                 |
| 수원군 남곡면(南谷面) | 정남면      | 계향리, 관항리, 괘랑리, 귀래리, 문학리, 발산리, 백리, 보통리, 신리, 오일리           |
| 수원군 정림면(正林面) | 정남면      | 고지리, 금복리, 내리, 덕절리, 망월리, 수면리, 용수리, 음양리, 제기리                 |
| 수원군 남면(南面) | 향남면      | 갈천리, 관리, 길성리, 동오리, 백토리, 상두리, 송곡리, 수직리, 요리, 증거리, 화리현리 |
| 수원군 공향면(貢鄕面) | 향남면      | 도이리, 발안리, 방축리, 제암리, 평리, 행정리                                         |
| 남양군 분향면(分鄕面) | 향남면      | 구문천리, 상신리, 하길리                                                             |
| 수원군 공향면 | 팔탄면      | 고주리, 덕우리, 매곡리, 서근리, 월문리, 해창리, 화당리                               |
| 남양군 팔탄면(八灘面) | 팔탄면      | 가재리, 구장리, 기천리, 노하리, 덕우리, 율암리, 지월리, 창곡리, 하저리               |
| 남양군 음덕리면(陰德里面) | 음덕면      | 남양리, 북양리, 신남리                                                               |
| 남양군 둔지곶면(屯只串面) | 음덕면      | 무송리, 안석리, 온석리, 장덕리, 활초리                                               |
| 남양군 화척지면(禾尺只面) | 음덕면      | 문호리, 송림리, 수화리, 시리, 신외리, 원천리, 장전리                                 |
| 남양군 송산면(松山面) | 송산면      | 고포리, 독지리, 마산리, 중송리, 천등리, 지화리                                       |
| 남양군 수산면(水山面) | 송산면      | 봉가리, 사강리, 삼존리, 육일리                                                       |
| 남양군 세곶면(細串面) | 송산면      | 고정리, 쌍정리, 신천리, 용포리                                                       |
| 남양군 마도면(麻道面) | 마도면      | 고모리, 금당리, 백곡리, 슬항리, 쌍송리, 청원리, 해문리                               |
| 남양군 쌍수리면(雙守里面) | 마도면      | 두곡리, 석교리, 송정리                                                               |
| 남양군 서여제면(西如堤面) | 서신면      | 광평리, 상안리, 송교리, 장안리, 전곡리, 칠곡리                                       |
| 남양군 신리면(新里面) | 서신면      | 궁평리, 매화리, 백미리, 사곶리, 용두리, 제부리, 홍법리                               |
| 남양군 며지곶면(旀知串面) | 비봉면      | 구포리, 남전리, 삼화리, 쌍학리, 양노리, 유포리                                       |
| 남양군 저팔리면(楮八里面) | 비봉면      | 상기리, 자안리, 청요리                                                               |
| 남양군 장안면(長安面) | 장안면      | 독정리, 석포리, 수촌리, 장안리                                                       |
| 남양군 초장면(楚長面) | 장안면      | 금의리, 노진리, 덕다리, 사곡리, 사랑리, 어은리                                       |
| 남양군 우정면(雨井面) | 우정면      | 멱우리, 운평리, 원안리, 주곡리, 한각리, 호곡리, 화수리                               |
| 남양군 압정면(鴨汀面) | 우정면      | 국화리, 매향리, 석천리, 이화리, 조암리, 화산리                                       |
| 광주군 의곡면(儀谷面) | 의왕면      | 내손리, 청계리, 포일리, 학의리                                                       |
| 광주군 왕륜면(旺倫面) | 의왕면      | 고천리, 삼리, 오전리, 왕곡리, 이리                                                   |
| 안산군 북방면(北方面) | 반월면      | 건건리, 대야미리, 도마교리, 둔대리, 속달리, 팔곡이리, 팔곡일리                       |
| 안산군 성곶면(聲串面) | 반월면      | 본오리, 사리, 이리, 일리                                                             |
| 안산군 월곡면(月谷面) | 반월면      | 당수리, 사사리, 월암리, 입북리, 초평리                                               |

| 1914년          | 1914년 | 현재          | 현재 |
| 면              | 리 | 구·읍·면      | 동·리 |
| --------------- | --- | ------------- | --- |
| 수원면 (水原面) | 남창리 일부, 남창리 일부, 남수리 일부, 남수리 일부, 남수리 일부, 산루리 일부, 산루리 일부, 산루리 일부, 산루리 일부, 산루리 일부, 산루리 일부, 매산리, 북수리, 신풍리 일부, 신풍리 일부 | 수원시 팔달구 | 남창동, 팔달로 일부, 남수동, 매향동, 팔달로 일부, 교동, 매교동, 중동, 구천동, 영동, 팔달로 일부, 매산로, 북수동, 신풍동, 장안동                              |
| 일형면 (日荊面) | 고등리, 동리 | 수원시 팔달구 | 고등동, 화서동 |
| 일형면 (日荊面) | 지소리, 영화리, 상광교리, 하광교리, 조원리, 파장리, 정자리, 송죽리, 이목리, 율전리, 천천리                                                                                              | 수원시 장안구 | 연무동, 영화동, 상광교동, 하광교동, 조원동, 파장동, 정자동, 송죽동, 이목동, 율전동, 천천동                                                                   |
| 일형면 (日荊面) | 구운리, 탑리, 서둔리 | 수원시 권선구 | 구운동, 탑동, 서둔동 |
| 태장면 (台章面) | 권선리 | 수원시 권선구 | 권선동 |
| 태장면 (台章面) | 지리, 인계리 일부, 인계리 일부 | 수원시 팔달구 | 지동, 인계동, 우만동 |
| 태장면 (台章面) | 신리, 영통리, 매탄리, 원천리, 망포리 | 수원시 영통구 | 신동, 영통동, 매탄동, 원천동, 망포동 |
| 태장면 (台章面) | 반월리, 능리, 병점리, 진안리, 기산리 | 화성시        | 반월동, 능동, 병점동, 진안동, 기산동 |
| 안룡면 (安龍面) | 배양리, 안녕리, 송산리, 황계리, 반정리, 기안리 | 화성시        | 배양동, 안녕동, 송산동, 황계동, 반정동, 기안동 |
| 안룡면 (安龍面) | 평리 일부, 평리 일부, 세리, 장지리, 대황교리, 곡반정리, 고색리, 오목천리 | 수원시 권선구 | 평동, 평리동, 세류동, 장지동, 대황교동, 곡반정동, 고색동, 오목천동                                                                                           |
| 매송면 (梅松面) | 호매실리, 금곡리 | 수원시 권선구 | 호매실동, 금곡동 |
| 매송면 (梅松面) | 숙곡리, 어천리, 원평리, 천천리, 야목리, 원리, 송라리 | 화성시 매송면 | 숙곡리, 어천리, 원평리, 천천리, 야목리, 원리, 송라리 |
| 봉담면 (峰潭面) | 내리, 상리, 수영리, 분천리, 동화리, 수기리, 와우리, 당하리, 유리, 덕리, 하가등리, 마하리, 왕림리, 세곡리, 덕우리                                                                        | 화성시 봉담읍 | 내리, 상리, 수영리, 분천리, 동화리, 수기리, 와우리, 당하리, 유리, 덕리, 하가등리, 마하리, 왕림리, 세곡리, 덕우리                                             |
| 비봉면 (飛鳳面) | 상기리 | 화성시 봉담읍 | 상기리 |
| 비봉면 (飛鳳面) | 유포리 일부, 남전리, 양로리, 쌍학리, 구포리, 삼화리, 자안리, 청요리 | 화성시 비봉면 | 유포리, 남전리, 양노리, 쌍학리, 구포리, 삼화리, 자안리, 청요리                                                                                               |
| 비봉면 (飛鳳面) | 유포리 일부 | 화성시        | 새솔동 |
| 팔탄면 (八灘面) | 하저리, 기천리, 창곡리, 구장리, 가재리, 율암리, 노하리, 덕우리(德隅里), 지월리 일부, 해창리, 매곡리, 월문리, 화당리, 서근리, 덕우리(德右里), 고주리                                     | 화성시 팔탄면 | 하저리, 기천리, 창곡리, 구장리, 가재리, 율암리, 노하리, 덕천리, 지월리, 해창리, 매곡리, 월문리, 화당리, 서근리, 덕우리, 고주리                               |
| 팔탄면 (八灘面) | 지월리 일부 | 화성시 향남읍 | 장짐리 |
| 향남면 (鄕南面) | 수직리, 백토리, 증거리, 갈천리, 길성리, 송곡리, 동오리, 관리, 요리, 화리현리, 상두리, 행정리, 평리, 발안리, 방축리, 도리리, 제암리, 상신리, 하길리, 구문천리                            | 화성시 향남읍 | 수직리, 백토리, 증거리, 갈천리, 길성리, 송곡리, 동오리, 관리, 요리, 화리현리, 상두리, 행정리, 평리, 발안리, 방축리, 도리리, 제암리, 상신리, 하길리, 구문천리 |
| 정남면 (正南面) | 괘낭리, 보통리, 관항리, 오일리, 백리, 귀래리, 문학리, 계향리, 발산리, 신리, 내리, 음양리, 수면리, 고지리, 용수리, 금복리, 망월리, 제기리, 덕절리                                        | 화성시 정남면 | 괘랑리, 보통리, 관항리, 오일리, 백리, 귀래리, 문학리, 계향리, 발산리, 신리, 내리, 음양리, 수면리, 고지리, 용수리, 금복리, 망월리, 제기리, 덕절리             |
| 성호면 (城湖面) | 궐리, 가장리, 청학리, 서리, 가수리, 누읍리, 벌음리, 두곡리, 탑리, 부산리, 원리, 오산리, 양산리, 서랑리, 지곶리, 세교리, 외삼미리, 금암리, 내삼미리, 수청리                              | 오산시        | 궐동, 가장동, 청학동, 서동, 가수동, 누읍동, 벌음동, 두곡동, 탑동, 부산동, 원동, 오산동, 양산동, 서랑동, 지곶동, 세교동, 외삼미동, 금암동, 내삼미동, 수청동   |
| 동탄면 (東灘面) | 금곡리 일부 | 오산시        | 은계동 |
| 동탄면 (東灘面) | 영천리, 청계리, 오산리, 석우리, 반송리, 중리, 목리, 신리, 방교리, 송리, 금곡리 일부, 산척리, 장지리                                                                                     | 화성시        | 영천동, 청계동, 오산동, 석우동, 반송동, 중동, 목동, 신동, 방교동, 송동, 금곡동, 산척동, 장지동                                                               |
| 음덕면 (陰德面) | 남양리 , 북양리, 신남리, 신외리 일부, 장전리 일부, 수화리, 문호리, 시리, 송림리, 원천리, 장덕리, 안석리, 무송리, 활초리, 온석리                                                         | 화성시 남양읍 | 남양리, 북양리, 신남리, 신외리, 장전리, 수화리, 문호리, 시리, 송림리, 원천리, 장덕리, 안석리, 무송리, 활초리, 온석리                                         |
| 음덕면 (陰德面) | 신외리 일부, 장전리 일부 | 화성시        | 새솔동 |
| 마도면 (麻道面) | 송정리, 두곡리, 석교리, 쌍송리, 청원리, 해문리, 백곡리, 금당리, 고모리, 슬항리 | 화성시 마도면 | 송정리, 두곡리, 석교리, 쌍송리, 청원리, 해문리, 백곡리, 금당리, 고모리, 슬항리                                                                               |
| 송산면 (松山面) | 고포리, 중송리, 천등리, 독지리, 마산리, 지화리, 삼존리, 봉가리, 사강리, 육일리, 고정리, 용포리, 쌍정리, 신천리                                                                          | 화성시 송산면 | 고포리, 중송리, 천등리, 독지리, 마산리, 지화리, 삼존리, 봉가리, 사강리, 육일리, 고정리, 용포리, 쌍정리, 신천리                                               |
| 서신면 (西新面) | 칠곡리 | 화성시 송산면 | 칠곡리 |
| 서신면 (西新面) | 전곡리, 상안리, 광평리, 장외리, 송교리, 홍법리, 사곶리, 용두리, 궁평리, 백미리, 매화리, 제부리                                                                                          | 화성시 서신면 | 전곡리, 상안리, 광평리, 장외리, 송교리, 홍법리, 사곶리, 용두리, 궁평리, 백미리, 매화리, 제부리                                                               |
| 우정면 (雨汀面) | 멱우리, 화수리, 주곡리, 원안리, 호곡리, 운평리, 한각리, 이화리, 석천리, 매향리, 화산리, 조암리, 국화리                                                                                  | 화성시 우정읍 | 멱우리, 화수리, 주곡리, 원안리, 호곡리, 운평리, 한각리, 이화리, 석천리, 매향리, 화산리, 조암리, 국화리                                                       |
| 장안면 (長安面) | 석포리, 수촌리, 독정리, 마안리, 덕다리, 사랑리, 사곡리, 노진리, 어은리, 금의리 | 화성시 장안면 | 석포리, 수촌리, 독정리, 마안리, 덕다리, 사랑리, 사곡리, 노진리, 어은리, 금의리                                                                               |
| 양감면 (楊甘面) | 송산리, 정문리, 사창리, 용소리, 신왕리, 요당리, 대양리, 삼계리, 고잔리 | 화성시 양감면 | 송산리, 정문리, 사창리, 용소리, 신왕리, 요당리, 대양리, 삼계리, 고잔리                                                                                       |
| 양감면 (楊甘面) | 고렴리 | 평택시 청북읍 | 고렴리 |
| 의왕면 (儀旺面) | 학의리, 포일리, 내손리, 청계리, 오전리, 이리, 삼리, 왕곡리, 고천리 | 의왕시        | 학의동, 포일동, 내손동, 청계동, 오전동, 이동, 삼동, 왕곡동, 고천동                                                                                           |
| 반월면 (半月面) | 초평리, 월암리 | 의왕시        | 초평동, 월암동 |
| 반월면 (半月面) | 당수리, 입북리 | 수원시 권선구 | 당수동, 입북동 |
| 반월면 (半月面) | 사사리, 건건리, 팔곡일리, 팔곡이리, 일리, 이리, 사리, 본오리 | 안산시 상록구 | 사사동, 건건동, 팔곡일동, 팔곡이동, 일동, 이동, 사동, 본오동                                                                                                 |
| 반월면 (半月面) | 대야미리, 속달리, 둔대리, 도마교리 | 군포시        | 대야미동, 속달동, 둔대동, 도마교동 |

- 1931년 4월 1일 : 수원면이 수원읍으로 승격하고, 수원읍의 리(里)를 정(町)과 정목(丁目)으로 세분하였다.[6](1읍 20면)

| 개편 전       | 개편 후                                                      |
| ------------- | ------------------------------------------------------------ |
| 수원면 남창리 | 수원읍 남창정, 본정(本町)3정목                               |
| 수원면 남수리 | 수원읍 남수정, 매향정, 본정4정목                             |
| 수원면 산루리 | 수원읍 궁정(宮町), 남부정(南部町), 본정1·2정목, 구천정, 영정 |
| 수원면 매산리 | 수원읍 매산정1·2·3정목                                       |
| 수원면 북수리 | 수원읍 북수정                                                |
| 수원면 신풍리 | 수원읍 신풍정, 장안정                                        |
- 1936년 10월 1일 : 일형면, 안룡면, 태장면의 각 일부가 수원읍에 편입되었고, 일형면과 의왕면을 일왕면으로 합면하였다.[7](1읍 19면)

| 개편 전                                                                                         | 개편 후 |
| ----------------------------------------------------------------------------------------------- | --- |
| 일형면 고등리, 동리, 지소리, 영화리, 서둔리                                                     | 수원읍 고등정, 화서정, 지소정, 영화정, 서둔정                                                                           |
| 태장면 지리, 인계리 일부, 인계리 일부                                                           | 수원읍 지야정(池野町), 인계정, 우만정                                                                                   |
| 안룡면 평리 일부, 세리                                                                          | 수원읍 대평정(大坪町), 세류정                                                                                           |
| 일형면 상광교리, 하광교리, 조원리, 파장리, 정자리, 송죽리, 이목리, 율전리, 천천리, 구운리, 탑리 | 일왕면 상광교리, 하광교리, 조원리, 파장리, 정자리, 송죽리, 이목리, 율전리, 천천리, 구운리, 탑리 (현재 모두 수원시 지역) |
| 의왕면 학의리, 포일리, 내손리, 청계리, 오전리, 이리, 삼리, 왕곡리, 고천리                       | 일왕면 학의리, 포일리, 내손리, 청계리, 오전리, 이리, 삼리, 왕곡리, 고천리 (현 의왕시 지역)                              |
- 1941년 10월 1일 : 성호면이 오산면으로 개칭되었다.
- 1949년 8월 14일 : 수원읍이 수원부로 분리·승격하였고, 수원군이 화성군으로 개칭되었다.[8](19면)

## 같이 보기
- 화성시, 의왕시, 안산시, 오산시, 수원시, 군포시, 평택시